# Hans Künz
Johannes Petrus (Hans) Künz (26 januari 1945 – 6 juli 2012, Schipluiden) was een Nederlands schaatser.
In 1972 vertrok hij samen met Harm Kuipers, Ronnie Nooitgedagt en Jos Valentijn naar de schaatsolympiade (wedstrijd voor studenten) in Lake Placid. 
Zijn favoriete afstanden waren in beginsel die van de sprint. Hij deed dan ook twee keer mee aan het NK Sprint, dat van 1973 en 1974. Succesvol was hij er niet; bij het eerste maakte hij de eerste 1000 meter niet vol; bij het tweede werd hij zesde uit zes. Na zijn korte periode als sprinter begon hij aan een lange loopbaan bij het marathonschaatsen. Dat mondde uit in wedstrijden op natuurijs met als hoogtepunten zijn deelnames aan de dertiende en veertiende Elfstedentocht. Die schaatscarrière combineerde hij met zijn functie als directeur van Sportcentrum De Uithof in Den Haag van 1981 tot 1997.
Hij was getrouwd met Trudy van Dullemen. Dochters Marga en Petra Künz hadden ook een bescheiden schaatscarrière.